# Philipp Franz von Merode und Montfort

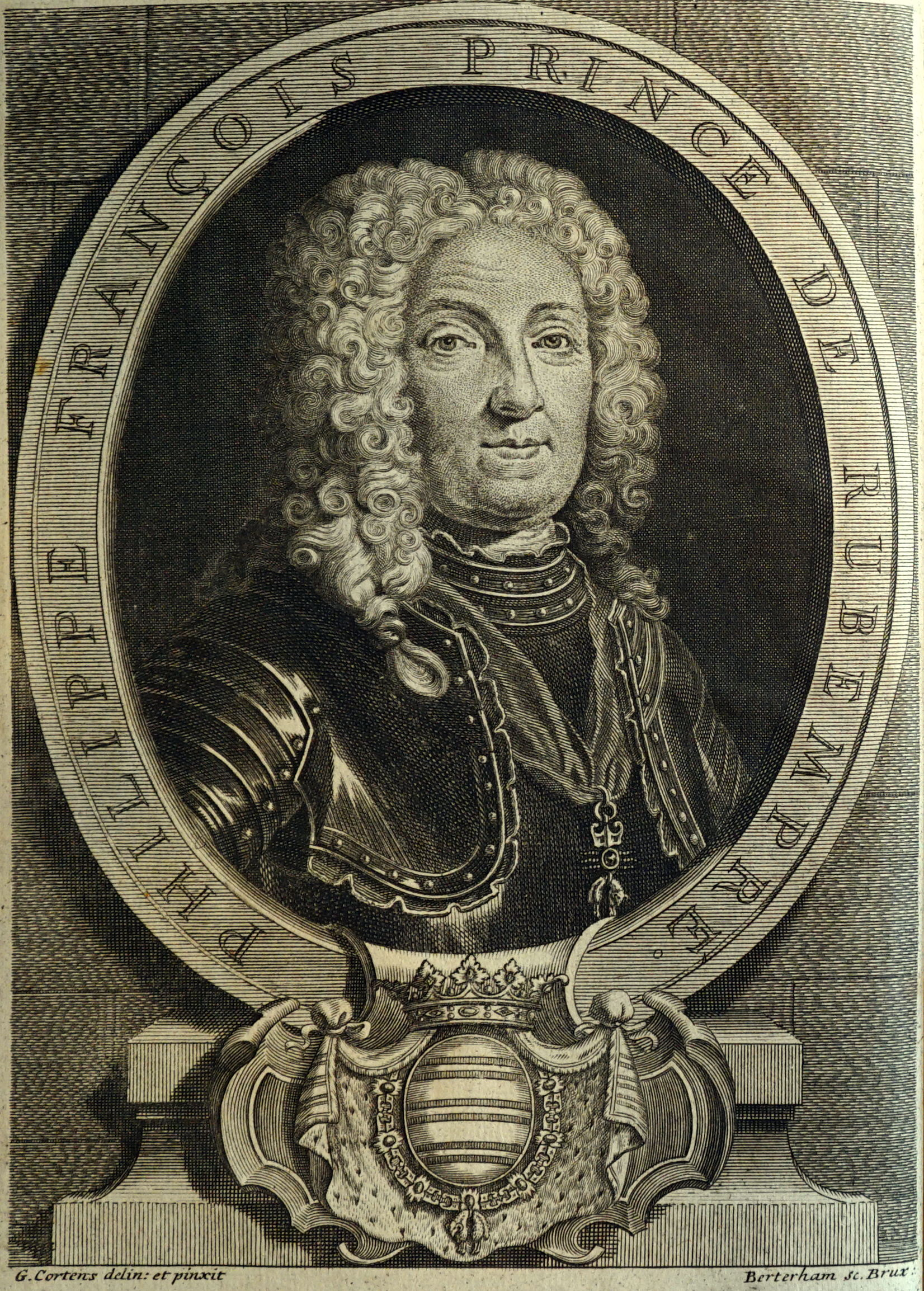
Philipp Franz von Merode-Montfort (1669–1742), Prinz von Rubempré

Reichsgraf Philipp Franz von Merode und Montfort (* 1669; † 24. März 1742) war k.k. Kämmerer und Geheimer Rat, Staatsrat im niederländischen Gremium, Erb-Oberjägermeister im Herzogtum Brabant. Ferner war er Oberstallmeister der Erzherzogin und Statthalterin der Niederlande Maria Elisabeth.
Er diente einige Zeit in der Armee von Philipp V. und geriet bei Höchstädt in Gefangenschaft, wurde aber bald ausgetauscht. Im Jahr 1721 erhielt er den Orden vom Goldenen Vließ (Nr. 641).
Seine Eltern waren der Graf Ferdinand von Merode, Marquis de Deynze (* 19. November 1633; † 17. Oktober 1679) und dessen Ehefrau der Gräfin Marie Coelestine de Longueval de Buquoy (* 6. April 1639; † 17. März 1680).
Er heiratete am 25. Dezember 1704 die Fürstin Luise Brigitte von Rubempre und Everberghe († 15. August 1730), Witwe vom Grafen Friedrich Karl von Salm-Reifferscheidt-Dyck († 29. Dezember 1696). Als sein Schwiegervater Philipp Anton Dominik von Rubempre und Everberghe († 1707) starb, übernahm Merode den Namen und das Wappen. Er nannte sich von da an auch Fürst von Rubempré und Everberghe.
- Maximilian Leopold Ghislain (* 19. April 1710; † 22. Februar 1773) ⚭ 1742 Catherine Ocreman
- Sabine Marie Sophie (* 28. Juni 1714; † 23. März 1772) ⚭ 1736 Altgraf und Graf August Eugen Bernhard zu Salm-Reifferscheidt-Dyck (* 1706; † 1767)